# Draagvolgorde van de Nederlandse onderscheidingen
In 1960 werd voor het eerst een draagvolgorde van de Nederlandse onderscheidingen vastgesteld. Tot die tijd was er weinig geregeld, afgezien van officieuze richtlijnen voor op uniformen. Verder volgde men gebruiken en tradities.

## Historie
Voor de Militaire Willems-Orde stond buiten kijf dat deze de hoogste onderscheiding was en men droeg het ridderkruis dan ook "op het hart", wat betekende dat men het ridderkruis bij het dragen van meerdere kruisen, sterren en medailles zo dicht mogelijk bij het borstbeen droeg.
Voor burgers waren totdat het onderstaande besluit werd afgekondigd geen regels gesteld. Men volgde de voorbeelden in de etiquetteboeken en de tradities. Soms vond men het echter vriendelijker om van de regels van het protocol af te wijken en zich bij het dragen van onderscheidingen op de gast of gastheer te richten.
Het besluit heeft, zo heet het, de "instemming van de minister van Defensie" maar voor militairen is een ander besluit van belang; zij dragen hun onderscheidingen volgens de "limitatieve opsomming" van het "Voorschrift Ceremonieel Tenue" dat van de door de kanselier gemaakte lijst afwijkt.

De Minister van Defensie kan militairen collectief of individueel toestemming geven om buitenlandse onderscheidingen en batons te dragen.
Dit besluit is een richtlijn. Anders dan in het Verenigd Koninkrijk geven onderscheidingen in principe geen voorrechten of voorrang. Hierop zijn echter een tweetal uitzonderingen, die door koning Willem I in een besluit genoemd werden als rechtgevend op een "bijzondere plaats in het protocol van zijn hof". Dit zijn de Militaire Willems-Orde en het Grootkruis van de Orde van de Nederlandse Leeuw. Op afwijking van de volgorde is ook geen straf of sanctie van toepassing, anders dan de gepikeerde blik van de kanselier.
Op de lijst zijn, vrij willekeurig, die Nederlandse onderscheidingen weergegeven waarvan nog dragers in leven zijn. Er zijn ook uitzonderingen aan te wijzen. Voor een lijst met alle Nederlandse onderscheidingen; zie hier. Een aantal van de Onderscheidingen van het Nederlandse Rode Kruis mag op uniformen worden gedragen. Deze lijst noemt niet alle onderscheidingen die door het Nederlandse Rode Kruis werden ingesteld.
In 2023 is de draagvolgorde voor het eerst vastgesteld door de minister van Binnenlandse Zaken en Koninkrijksrelaties, op voordracht van de Kanselier der Nederlandse Orden. Het  besluit omvat onder andere de opname van enkele sinds 2017 ingestelde onderscheidingen.
De tekst zoals gepubliceerd in de Staatscourant in 2023 luidt als volgt:

## Besluit draagvolgorde onderscheidingen
Regeling van de Minister van Binnenlandse Zaken en Koninkrijksrelaties van 30 oktober 2023, nr. 2023-0000645507 houdende vaststelling van het Besluit draagvolgorde onderscheidingen
De Minister van Binnenlandse Zaken en Koninkrijksrelaties,
Op voordracht van de Kanselier der Nederlandse Orden;
Besluit:
Artikel 1
Indien een persoon de hem toegekende, door de Nederlandse Staat ingestelde of erkende, onderscheidingen draagt, dan worden deze links op de borst ter hoogte van de oksel gedragen in de in artikel 2 aangegeven volgorde, waarbij de hoogste onderscheiding, zijnde de onderscheiding met het laagste rangnummer, het verst van de linkerschouder wordt gedragen.
Artikel 2
De volgorde waarin onderscheidingen worden gedragen, luidt als volgt:

### A. Ridderorden en vergelijkbare onderscheidingen
- 1. Militaire Willems-Orde
  - 1.1. Ridder Grootkruis
  - 1.2. Commandeur
  - 1.3. Ridder der 3e klasse
  - 1.4. Ridder der 4e klasse
- 2. Kruis (Medaille) voor Moed en Trouw
  - 2.1. in zilver
  - 2.2. in brons
- 3. Eresabel
- 4. Verzetskruis
- 5. Eerepenning voor Menschlievend Hulpbetoon in goud
- 6. Orde van de Nederlandse Leeuw
  - 6.1. Ridder Grootkruis
  - 6.2. Commandeur
  - 6.3. Ridder
- 7. Orde van Oranje-Nassau
  - 7.1. Ridder Grootkruis
  - 7.2. Grootofficier
  - 7.3. Commandeur
  - 7.4. Officier
  - 7.5. Ridder
  - 7.6. Lid
  - 7.7. Eremedaille, verbonden aan de Orde, in goud
  - 7.8. Eremedaille, verbonden aan de Orde, in zilver
  - 7.9. Eremedaille, verbonden aan de Orde, in brons

### B. Huisorden
- 8. Huisorde van den Gouden Leeuw van Nassau
  - 8.1. Ridder
- 9. Huisorde van Oranje
  - 9.1. Grootkruis
  - 9.2. Groot Erekruis
  - 9.3. Erekruis
  - 9.4. Ridderkruis
- 10. Kruis van Trouw en Verdienste van de Huisorde van Oranje
  - 10.1. in goud
  - 10.2. in zilver
- 11. Eremedaille voor Voortvarendheid en Vernuft
- 12. Eremedaille voor Kunst en Wetenschap
- 13. Kroonorde
  - 13.1. Grootkruis
  - 13.2. Groot Erekruis met plaque
  - 13.3. Groot Erekruis
  - 13.4. Erekruis met rozet
  - 13.5. Erekruis
  - 13.6. Eremedaille in goud
  - 13.7. Eremedaille in zilver
  - 13.8. Eremedaille in brons

### C. Overige staatsonderscheidingen

#### C1. Onderscheidingen voor dapperheid
- 14. Eervolle Vermelding
- 15. Bronzen Leeuw
- 16. Verzetsster Oost-Azië 1942–1945
- 17. Bronzen Kruis
- 18. Kruis van Verdienste
- 19. Vliegerkruis
- 20. Eerepenning voor Menschlievend Hulpbetoon
  - 20.1. in zilver
  - 20.2. in brons

#### C2. Onderscheidingen voor verdienste
- 21. Erepenning voor Verdiensten jegens Openbare Verzamelingen (Museumpenning)
  - 21.1. in goud
  - 21.2. in zilver
  - 21.3. in brons
- 22. Onderscheidingsteken ter erkenning van uitstekende daden bij watersnood verricht (Watersnoodmedaille)
  - 22.1. in zilver
  - 22.2. in brons
- 23. De Ruytermedaille
  - 23.1. in goud
  - 23.2. in zilver
  - 23.3. in brons
- 24. Medaille van het Nederlandsche Roode Kruis (Regeringsmedaille)
- 25. Erkentelijkheidsmedaille
  - 25.1. in zilver
  - 25.2. in brons
- 26. Ereteken voor Verdienste (Defensie)
  - 26.1. in goud
  - 26.2. in zilver
  - 26.3. in brons
- 27. Eremedaille voor verdienste politie in goud
- 28. Kruis van Verdienste brandweer
  - 28.1. in goud
  - 28.2. in zilver
  - 28.3. in brons
- 29. Ereteken voor verdienste Nederlandse Douane
  - 29.1. in goud
  - 29.2. in zilver
  - 29.3. in brons

#### C3. Herinneringsonderscheidingen voor (militaire) operationele inzet
- 30. Ereteken voor Belangrijke Krijgsbedrijven (Expeditiekruis)
- 31. Oorlogsherinneringskruis
- 32. Verzetsherdenkingskruis
- 33. Ereteken voor Orde en Vrede
- 34. Nieuw-Guinea Herinneringskruis
- 35. Mobilisatie-Oorlogskruis
- 36. Kruis voor Recht en Vrijheid
- 37. Herinneringsmedaille VN-Vredesoperaties
- 38. Herinneringsmedaille Multinationale Vredesoperaties
- 39. Herinneringsmedaille Internationale Missies (voorheen Herinneringsmedaille Vredesoperaties)
- 40. Herinneringsmedaille voor Humanitaire Hulpverlening bij Rampen (voorheen Herinneringsmedaille Rampenbrigade)
- 41. Kosovo-medaille
- 42. Onderscheidingsteken voor bijzondere operationele inzet Nederlandse Douane

#### C4. Onderscheidingen voor trouwe dienst
- 43. Onderscheidingsteken voor Langdurige Dienst als Officier (Officiersdienstkruis)
- 44. Onderscheidingsteken voor Langdurige en Trouwe Dienst (Trouwe Dienst Medaille)
  - 44.1. in goud
  - 44.2. in zilver
  - 44.3. in brons
- 45. Onderscheidingsteken voor trouwe dienst bij de Militaire (Marine) Kustwacht voor vrijwillig dienende militairen beneden de rang van officier
  - 45.1. in goud
  - 45.2. in zilver
  - 45.3. in brons
- 46. Medaille voor IJver en Trouw
  - 46.1. in goud
  - 46.2. in zilver
  - 46.3. in brons
- 47. Onderscheidingsteken voor trouwe en langdurige dienst brandweer
  - 47.1 in goud, met kroon en laurierkrans (rood emaille)
  - 47.2 in goud, met kroon en laurierkrans (blauw emaille)
  - 47.3 in goud, met kroon en laurierkrans (wit emaille)
  - 47.4 in goud, met kroon (wit emaille)
  - 47.5 in goud (wit emaille)
  - 47.6 in zilver, met kroon
  - 47.7 in brons, met kroon
  - 47.8 in brons
- 48. Onderscheidingsteken voor trouwe en langdurige dienst Nederlandse politie
- 49. Medaille voor trouwe en langdurige dienst bij de Dienst Justitiële Inrichtingen
  - 49.1 in antiek goud
  - 49.2 in goud
  - 49.3 in zilver
  - 49.4 in brons
- 50. Medaille voor trouwe en langdurige dienst bij de Nederlandse Douane
- 51. Vrijwilligersmedaille openbare orde en veiligheid (voorheen Vrijwilligersmedaille)

#### C5. Overige herinnerings- en vaardigheidsonderscheidingen
- 52. Herinneringsmedaille 1926
- 53. Herinneringsmedaille Erewacht 1933
- 54. Huwelijksmedaille 1937
- 55. Inhuldigingsmedaille 1948
- 56. Herinneringsmedaille 1962
- 57. Huwelijksmedaille 1966
- 58. Inhuldigingsmedaille 1980
- 59. Medaille bezoek Nederlandse Antillen 1980
- 60. Huwelijksmedaille 2002
- 61. Inhuldigingsmedaille 2013
- 62. Herinneringsmedaille bezoek in 2013 aan het Caribisch deel van het Koninkrijk
- 63. Herinneringsmedaille Buitenlandse bezoeken
- 64. Herdenkingspenning komst Ambonezen naar Nederland (Rietkerk-penning)
- 65. Marinemedaille
- 66. Landmachtmedaille
- 67. Marechausseemedaille
- 68. Luchtmachtmedaille
- 69. Herinneringsmedaille Vrijwillige Politie 1948–1998
- 70. Ereteken Meester-Scherpschutter voor Schepelingen van de Koninklijke Marine
- 71. Ereteken Meester-Kanonnier voor Schepelingen van de Koninklijke Marine
- 72. Vaardigheidsmedaille KNIL
- 73. Schietprijsster KNIL

### D. Erkende (ridderlijke) orden
- 74. Soevereine Militaire Hospitaal Orde van Sint Jan van Jeruzalem van Rhodos en van Malta
  - 74.1. Ridder/Dame van eer en Devotie
  - 74.2. Ridder/Dame van Gratie en Devotie
  - 74.3. Ridder/Dame van Magistrale Gratie
- 75. Johanniter Orde in Nederland
  - 75.1. Erekapittelridder/Erekapitteldame
  - 75.2. Ererechtsridder/Ererechtsdame
  - 75.3. Rechtsridder/Rechtsdame
  - 75.4. Ridder/Dame
- 76. Ridderlijke Orde van het Heilig Graf van Jeruzalem
  - 76.1 Ridder met de Keten
  - 76.2 Ridder Grootkruis
  - 76.3 Grootofficier
  - 76.4 Commandeur
  - 76.5 Ridder
- 77. Ridderlijke Duitse Orde, Balije van Utrecht
  - 77.1. Commandeur
  - 77.2. Ridder

### E. Door Z.K.H. Prins Bernhard der Nederlanden ingestelde onderscheidingen
- 78. Zilveren Anjer
- 79. Orde van de Gouden Ark
  - 79.1. Commandeur
  - 79.2. Officier
  - 79.3. Ridder

### F. Onderscheidingen van Nederlandse particuliere organisaties

#### F1. Onderscheidingen voor dapperheid
- 80. Medaille van het Carnegie Heldenfonds
  - 80.1. in zilver
  - 80.2. in brons

#### F2. Onderscheidingen voor verdienste
- 81. Kruis van Verdienste van het Nederlandse Rode Kruis
- 82. Medaille van Verdienste van het Nederlandse Rode Kruis
  - 74.1. in zilver
  - 74.2. in brons
- 83. Medaille van de Koninklijke Nederlandse Vereniging voor Luchtvaart
  - 75.1. in goud
  - 75.2. in zilver
  - 75.3. in brons
- 84. Prins Mauritsmedaille
- 85. Medaille voor Bijzondere Verdiensten van de Koninklijke Nederlandse Vereniging ‘Onze Luchtmacht’

#### F3. Onderscheidingen voor bijzondere inzet
- 86. Herinneringsmedaille Luchtbescherming 1940–1945
- 87. Herinneringskruis 1939–1940 (Nederlandse Rode Kruis)
- 88. Herinneringskruis 1940–1945 (Nederlandse Rode Kruis)

#### F4. Onderscheidingen voor trouwe dienst
- 89. Medaille voor 10 jaar Trouwe Dienst (Nederlandse Rode Kruis)

#### F5. Herinnerings- en vaardigheidsonderscheidingen
- 90. Kruis van de Koninklijke Nederlandse Bond voor Lichamelijke Opvoeding voor betoonde marsvaardigheid (Vierdaagsekruis)
- 91. Nationale Sportmedaille NOC*NSF (voorheen Vaardigheidsmedaille NSF)
- 92. Nationale Vijfkampkruis NOC*NSF
- 93. Kruis van de Koninklijke Vereniging van Nederlandse Reserve Officieren (TMPT-kruis)
- 94. Elfstedenkruis

### G. Onderscheidingen van internationale organisaties
- 95. Verenigde Naties (VN)
- 96. Noord-Atlantische Verdragsorganisatie (NAVO)
- 97. West-Europese Unie (WEU)
- 98. Multinational Force & Observers (MFO)
- 99. Europese Gemeenschap (EG)
- 100. Europese Unie (EU)
- 101. Baltic Air Policing-Medal

### H. Buitenlandse staatsonderscheidingen
In de volgorde van de graden van hoog naar laag. Bij gelijke graad op alfabetische volgorde van de Franse benamingen van land. Bij meerdere onderscheidingen van één land dient de daar gebruikelijke draagvolgorde te worden aangehouden.
Artikel 3
Het Besluit draagvolgorde onderscheidingen, zoals laatstelijk vastgesteld bij besluit van de Kanselier der Nederlandse Orden van 10 oktober 2017 (Stcrt. 2017, 58982), wordt ingetrokken.
Artikel 4
Deze regeling treedt in werking met ingang van de dag na de datum van uitgifte van de Staatscourant waarin hij wordt geplaatst.
Artikel 5
Deze regeling wordt aangehaald als Besluit draagvolgorde onderscheidingen.
Deze regeling zal met de toelichting in de Staatscourant worden geplaatst.

De Minister van Binnenlandse Zaken en Koninkrijksrelaties,

H.M. de Jonge

## De (in)consistenties van het besluit

### 2023
De nummering van de graden van de Medaille van Verdienste van het Nederlandse Rode Kruis (rangnummer 82) en de Medaille van de Koninklijke Nederlandse Vereniging voor Luchtvaart (rangnummer 83) lijken (abusievelijk) niet te zijn geactualiseerd ten opzichte van het besluit van 10 oktober 2017 (respectievelijk 74.1, 74.2 en 75.1, 75.2, 75.3).
De brochure Draagwijzer (Kanselarij) is in 2023 geactualiseerd en bevat een verkorte volgorde waaraan de volgende onderscheidingen ontbreken, die wel in de draagvolgorde zijn opgenomen:
- Kruis (Medaille) voor Moed en Trouw (2);
- Eresabel (3);
- Verzetskruis (4);
- Onderscheidingsteken voor trouwe dienst bij de Militaire (Marine) Kustwacht voor vrijwillig dienende militairen beneden de rang van officier (45);
- Herinneringsmedaille 1926 (52);
- Herinneringsmedaille Erewacht 1933 (53);
- Ereteken Meester-Scherpschutter voor Schepelingen van de Koninklijke Marine (70);
- Ereteken Meester-Kanonnier voor Schepelingen van de Koninklijke Marine (71).

Het betreft voornamelijk oudere onderscheidingen die niet meer worden uitgereikt.
Het Handboek Onderscheidingen (Defensie) is is in 2014 voor het laatst bijgewerkt en bevat niet de wijzigingen van 2017 en 2023. De van het handboek afgeleide Tenuevoorschriften krijgsmacht bevatten wel de wijzigingen van 2017, maar niet die van 2023. Dat leidt er onder andere toe dat het voorschrift Tenuen voor militairen van de Koninklijke Landmacht (oktober 2018) en het Handboek Tenuen (maart 2019) van de Koninklijke Luchtmacht, die beide een limitatieve opsomming en volgorde bevatten van Nederlandse decoraties en batons die op het uniform mogen worden gedragen, onderling niet consistent zijn. 

### 2017
Opmerkelijk is dat de kanselier van de Nederlandse Ridderorden in het besluit van 10 oktober 2017 de naam van de Orde van Trouw en Verdienste verkeerd heeft weergegeven en de huidige en de door Koningin Juliana op 30 november 1969 ingestelde graden van Huisorde en Kroonorde met elkaar verward heeft. De Kroonorde bestaat uit (onder andere) Grootkruis, Groot Erekruis met plaque en Groot Erekruis. Daar staat tegenover dat de kanselier de oude graden van de Huisorde, en deze mogen de nog levende leden gewoon blijven dragen, heeft weggelaten. Het Erekruis kwam in de plaats van de Ridder en komt niet, zoals hier beschreven is, overeen met de graad van Officier.
 De Orde van Trouw en Verdienste is een Orde en geen Erekruis.
Het besluit volgt ook niet altijd de precieze naam zoals die in het respectieve Koninklijk Besluit of oprichtingsbesluit werd gebruikt.

De Eervolle Vermelding wordt sinds 1944 door een gouden kroontje op het lint van een andere onderscheiding aangegeven en kan niet, zoals deze lijst suggereert, als zodanig worden gedragen.